# 紀伊民報
紀伊民報（きいみんぽう）は、株式会社紀伊民報（紀伊民報社）が発行する和歌山県の夕刊の地方新聞。

## 概要
田辺市秋津町に本社を置き、県南部地方を中心にした地域には夕刊時、和歌山市などの県北部地域や山間部では朝刊時の配達で地域情報を発信している。夕刊紙という体裁上、朝刊で配達される地域は2日前の記事が各家庭に届けられる形となる。なお、県内で主要な選挙（国会、県知事、市長選挙等）が開催される場合は速報体制をとる関係で、夕刊で発行される地域ではその日の朝刊時に配達される場合がある。
紙面内容は田辺市を中心とした紀南地域の市政、経済、社会、スポーツを網羅している。全国記事は、2面目に1ページで共同通信配信の記事を掲載する形を取る。「おくやみ情報」を載せている関係ともからんで、大半の家庭が（当地が統合版対象区域の）全国紙と併読していると見られる。全国郷土紙連合加盟。

## 歴史

### 創刊から新聞統制による廃刊まで
1911年（明治44年）2月11日に田中茂が西牟婁郡田辺町で創刊した『紀伊新報』を前身とする。翌1912年の第11回衆議院議員総選挙に際して、同じく田辺で発行されていた牟婁新報が立憲政友会の山口熊野候補を推薦・支持したのに対し、紀伊新報は無所属の小山谷蔵候補を推薦・支持した。結果、小山谷蔵が当選し、小山谷蔵は立憲政友会に入った。小山谷蔵の支持者は新聞の必要性を感じ、1912年9月に谷蔵の実弟の小山邦松が紀伊新報社を買収して社長に就いた。翌1913年に小山谷蔵が立憲政友会を離党し、のち憲政会、立憲民政党と移ると、紀伊新報の論調もそれに伴った。牟婁新報とは度々対立した。
創刊当初は四六版八頁型四頁で月15回の発行であり、のちに四六版十六頁型、小山による買収後に日刊（ただし、日曜祭日の翌日は休刊）となった。『和歌山県誌』によれば1911年の発売部数は368,000部。
1921年（大正10年）に社屋を新築し、1925年には輪転機を導入した。発展にしたがって、和歌山・新宮・御坊に支局を設けた。
満州事変・日中戦争と戦争が進む中で新聞統制が行われ、和歌山県ではまず和歌山新報と紀伊朝日新聞が合併して1940年（昭和15年）4月1日に『和歌山新聞』を創刊した。統合の動きに対して『紀伊新報』は抵抗したが、「一県一紙」を決めた国により1942年8月末の廃刊に追い込まれた。『紀伊新報』の抵抗に対しては特別高等警察が介入しており、7月下旬に特高の刑事が重病の床に臥す小山邦松社長の元に乗り込んで廃刊に追い込んだという。小山邦松はそれから間もない8月5日に死去し、子の小山周次郎が社長を継いで廃刊処理を行った。小山周次郎は翌1943年に応召した。

### 復刊
戦後の1946年（昭和21年）2月20日に早川崇が『紀州民報』を創刊する。早川は同年4月の第22回衆議院議員総選挙に立候補して当選し、『紀州民報』の経営を同年2月に復員していた小山周次郎に依頼した。小山周次郎は『紀伊新報』の復刊とすることを条件にこれを引き受け、1948年1月1日に題号を公募による『紀伊民報』に改めて隔日刊とした。同年4月から日刊に移行した（ただし、日曜日は休刊）。また、新聞用紙は依然配給であったが、『紀伊新報』時代の実績を復活することが認められて新聞ザラ紙の割り当てを受けるようになっている。
1970年代に入り、社屋を新築してオフセット輪転機を導入し、写真植字に切り替えた。地方紙としては比較的早い導入で、各地から視察があったという。また、同時期に日本新聞協会に入会している。

### 朝日新聞への記事配信
朝日新聞社と業務提携を行い、2010年4月から朝日新聞への記事の配信を開始した。配信をする地域は、田辺市、日高郡みなべ町・印南町、西牟婁郡上富田町・白浜町・すさみ町、東牟婁郡古座川町・串本町。これに伴って田辺市にある朝日新聞紀南支局は休止となったが、2013年4月に再開している。

## 番組表
テレビの番組表は、最終頁に日付前日（発行日）の夕方の地上波テレビ番組表。中頁には右側に日付当日の一日の地上波、衛星波のテレビ番組表、左側に和歌山県内のラジオ局（NHKラジオ第1、FM、和歌山放送）の番組表、ならびに解説が掲載されている。
なお関西圏の新聞でよく掲載されるテレビ大阪の番組表は掲載されていない。その代わりとして、開局時からテレビ東京の番組を多くネットするテレビ和歌山の番組がフルサイズで記載されている。これは他の和歌山県内のローカル新聞（和歌山新報、日高新報、紀州新聞など）でも同様の処置がとられている。
またスカパー!・ケーブルテレビ向けのいわゆる「専門チャンネル」については一部を除き番組表を載せていない。1日半（休刊日は2日半）の番組表を載せているのは先述の通り、県内で配達時間が異なることを踏まえて行われている。

### フルサイズ
- NHK和歌山総合
- NHK大阪Eテレ
- MBSテレビ
- ABCテレビ
- カンテレ
- 読売テレビ
- テレビ和歌山

### ハーフサイズ
- NHK BS
- WOWOWプライム
- BS日テレ
- BS-TBS
- BS朝日
- BSテレ東
- BSフジ
- スター・チャンネル1

### ラジオ
解説面に掲載。なお、その他の近畿広域圏をカバーする中波・FMの放送は収録されていない。
- NHK大阪ラジオ第1
- 和歌山放送
- NHK和歌山FM

## 不祥事
福島県の山火事での放射性物質飛散の報道
2017年5月2日、本紙コラムで福島県浪江町で起きた山火事について、知人経由の情報とした上で「放射性物質が飛散した」などと報じたところ、風評被害が起きたと被災者らから苦情があり、同月8日謝罪するに至った。陳謝は記事によって迷惑を受けたことに対するものであり記事内容は訂正していない、との事である。なお、原子力規制庁、福島県による周辺のモニタリングポストによる放射性物質の量は変化していない。